# Mahesana
Mahesana (en guyaratí: મહેસાણા ) es una ciudad de la India capital del distrito de Mahesana, en el estado de Guyarat.

## Geografía
Se encuentra a una altitud de 84 m s. n. m. a 64 km de la capital estatal, Gandhinagar, en la zona horaria UTC +5:30.

## Demografía
Según estimación 2010 contaba con una población de 7 121 habitantes.